# واکنش دواردا
آلیاژ دواردا، آلیاژی از مس (۴۹ تا ۵۱ درصد)، آلومینیم (۴۴ تا ۴۶ درصد) و روی (۴ تا ۶ درصد) است. این آلیاژه به عنوان یک عامل کاهنده در شیمی تجزیه در تشخیص نیترات‌ها پس از کاهش شان به آمونیاک در شرایط آلکالی کاربرد دارد. نام این آلیاژ از نام شیمی‌دان ایتالیایی آرتورو دواردا (۱۹۴۴–۱۸۵۹) گرفته شده‌است.
دواردا در سدهٔ ۱۹ ام میلادی توانست روشی تازه برای آنالیز نیترات در سدیم نیترات بدست آورد. تجزیهٔ کیفی نیترات تا پیش از کروماتوگرافی یونی در علم خاک و کشاورزی کاربرد دارد. روش‌های مربوط به شیمی تجزیه امروزه در جهان فراگیر شده‌است.